# Pedro Vázquez Villalobos

Erzbischofswappen von Pedro Vázquez Villalobos

Pedro Vázquez Villalobos (* 16. September 1950 in Huisquilco, Jalisco, Mexiko) ist ein mexikanischer Geistlicher und römisch-katholischer Erzbischof von Antequera.

## Leben
Pedro Vázquez Villalobos empfing am 15. April 1975 das Sakrament der Priesterweihe.
Am 31. Oktober 2012 ernannte ihn Papst Benedikt XVI. zum Bischof von Puerto Escondido. Der Apostolische Nuntius in Mexiko, Erzbischof Christophe Pierre, spendete ihn am 30. Januar des nächsten Jahres die Bischofsweihe; Mitkonsekratoren waren José Luis Chávez Botello, Erzbischof von Antequera, Oaxaca, und Juan Kardinal Sandoval Íñiguez, Alterzbischof von Guadalajara.
Papst Franziskus ernannte ihn am 10. Februar 2018 zum Erzbischof von Antequera. Die Amtseinführung erfolgte am 25. April desselben Jahres.